# Graft-De Rijp
Graft-De Rijp er en kommune i Holland, i provinsen Nordholland.

## Population centres
Kommunen Graft-De Rijp består af de følgende byer, landsbyer og/eller distrikter: De Rijp, Graft, Markenbinnen, Noordeinde, Oost-Graftdijk, Starnmeer og West-Graftdijk.

## Local ledelse
Kommunalrådet i Graft-De Rijp består af 13 sæder, der er fordelt som følger:
- CDA – 4
- PvdA – 4
- VVD – 4
- Gemeentebelangen – 1